# Gualter III de Brienne
Gualter III de Brienne (en francès: Gautier, italià: Gualtiero; mort el 14 de juny del 1205) va ser un noble del nord de França. Havent heretat el Comtat de Brienne el 1191, Gualter es va casar amb la princesa siciliana Elvira i va portar un exèrcit al sud d'Itàlia per a reclamar la seva herència. Va esdevenir príncep de Tàrant per dret de la seva esposa el 1201, però va morir lluitant abans de poder establir-se com a rei de Sicília.

## Primers anys
Gualter III era el fill major de Erardo II de Brienne i Inés de Montfaucon. Probablement va néixer després del 1166,[2] i va succeir al seu pare com Comte de Brienne el 1191. A finals de la dècada del 1190, Gualter i els seus germans es van involucrar en el conflicte entre Pere II de Courtenay (cosí germà del rei Felip II de França) i el vassall de Pere Hervé IV de Donzy. Possiblement provocat pel suport de Felip al seu cosí, Gualter «va abandonar breument al rei de França» durant el conflicte d'aquest últim amb el rei Ricard I d'Anglaterra. Felip es va cansar de la creixent influència dels germans Brienne.

## Matrimoni i campanyes
A la fi del segle XII, Sibil·la de Acerra, vídua del rei Tancred de Sicília, va arribar amb les seves filles a França. Sibil·la va buscar un noble capaç de casar-se amb la seva filla major, Elvira (coneguda per un grapat d'altres noms, inclosos Albinia i Maria), i pressionar el seu reclam sobre el Regne de Sicília. Sicília va ser controlada pels regents de l'orfe rei Frederic, els pares del qual, Enric i Constança, havien deposat a la família de Sibil·la. El rei Felip II de França, havent estat abordat per la exreina siciliana, va convocar una reunió a Melun. Es va acordar allí que Elvira hauria de casar-se amb Gualter. Felip va emfatitzar la seva autoritat sobre Gualter i al mateix temps el va encoratjar a abandonar França. Segons els informes, Gualter va rebre una impressionant suma de 20 000 lliures parisenques del rei, encara que això és dubtós. Per a la Casa de Brienne, no obstant això, el matrimoni de Gualter amb Elvira va significar un augment sobtat i el començament de l'edat d'or de la dinastia.
La quarta croada va ser llançada pel sobirà immediat de Gualter, Teobald III de Xampanya, al novembre del 1199. Gualter ràpidament va prendre la creu i va començar a persuadir a possibles croats, com el seu cosí Gualterio de Montbéliard, perquè l'ajudessin en la seva pròxima campanya al sud d'Itàlia al seu camí a la Terra Santa. A més de reclutar homes, Gualter va recol·lectar enèrgicament diners i subministraments de 1200, venent o hipotecant totes les seves terres a l'abril del1201. També va obtenir la benedicció i l'ajuda significativa del papa Innocenci III. Innocenci era el guardià del rei Frederic, però s'oposava decididament als seus regents.[7] Va rebutjar la petició de Gualteri de reconèixer el reclam d'Elvira al tron de Frederic; en canvi, va reconèixer el dret de la parella al Principat de Tàrent i el Comtat de Lecce. A canvi, la família de Tàncred es va veure obligada a reconèixer a Frederic com el seu rei.[9] Gualter sabia que assegurar la possessió de Tàrent i Lecce li donaria una base de poder suficient i va estar d'acord.[7]
Deixant al seu germà menor Joan a càrrec de Brienne, [10] Gualter va arribar a la península itàlica amb un petit exèrcit, que incloïa seixanta cavallers i quaranta sergents muntats. A la fi de la primavera de 1201, havia arribat al regne de Frederic i semblava victoriós, després d'haver guanyat batalles en Càpua i Cannes. Inocenci va instar a Gualter a creuar a l'illa de Sicília. Gualter era poc inclinat a combatre als enemics d'Inocenci a l'illa abans de consolidar la seva posició en la península.

## Mort i conseqüències
El 1204, Gualter va ser assetjat a la fortalesa de Terracina per Diepoldo de Vohburg i va perdre un ull per causa d'una fletxa, però va trencar el setge i va posar a Diepoldo a lluitar.[10] Una nit de juny del 1205, un contingent de soldats enemics es va infiltrar en el campament de Gualter, va tallar les cordes de la seva botiga, el va derrocar sobre Gualter i el va apunyalar. Gualter va morir per les ferides poc després,[7] l'11 de juny del 1205.
Elvira, embarassada en el moment de la mort de Gualter, es va tornar a casar ràpidament. Ella va donar a llum a un fill pòstum, Gualter IV.[11] Les reclamacions de la seva família van plantejar problemes per a la resta del regnat de Frederic. Gualter III va ser succeït en Brienne pel seu germà Joan, qui va ocupar el comtat fins que Gualter IV aconseguís la majoria d'edat.